# 卑南考古文物事件
1980年代，因東線鐵路改線及台東新站的設置，許多石板棺及陪葬品被發現，因陪葬品完整且精美，引起民眾的注意及爭相盜掘，於是國立臺灣大學人類學系接受政府委託，由該系教授連照美帶領台大師生前往挖掘，中央研究院院士宋文薰也前往指導。
此次行動共搶救出二萬四千多件文物，並由他們定名為卑南遺址史前古物，此後更進行十多次的搶救工作，學者普遍認為這是台灣新石器時代中晚期十分重要且具代表性的遺址，也是太平洋沿岸與東南亞地區規模最大的石板棺墓葬群遺址。連照美以此發表了很多篇論文。

## 史前館
史前館籌備處在1990年成立，首任籌備處主任就是因研究卑南文物而知名的連照美，但借調滿兩年後就辭去該職務，而由她保管的文物則跟著留在台大人類學系。

## 討壺行動
因原訂展示的卑南遺址史前古物幾乎都在台大人類學系，史前館蓋好後一直沒有主要的展示品而遭人詬病，於是台東地方人士積極的向台大人類學系追討這批文物，由於連照美堅持這是當時沒有人要，是她搶救來的，再加上史前館位處地震帶又曾發生火災，於是拒絕將文物交給史前館。
2005年3月15日，在台東地方人士組成的「討壺聯盟」強勢的作為下，台大人類學系趁連照美出國時，將部份文物交給史前館派來的點收人員，成為第一批到史前館的卑南文物。